# Paul Wilson
Paul Wilson (nascido em 20 de Outubro de 1978) cresceu em Kinlochleven na Escócia. Originalmente um membro da Terra Diablo, ele foi baixista da banda indie rock Snow Patrol. Ele ocasionalmente cantava como back vocal.
Wilson antigamente tocava guitarra e teclado na banda de Glasgow chamada Terra Diablo. Em Março de 2005, ele substituiu por um longe tempo um membro e co-fundador do Snow Patrol, Mark McClelland no baixo. Ele tocou sua primeira música oficial com a banda em Dingle, Condado de Kerry, na Irlanda em 1 de Abril de 2005. Como um multi-instrumentalista, ele foi considerado uma integral parte do processo de criatividade no álbum do Snow Patrol, Eyes Open.
Um acidente com Paul, sua mão esquerda e seu ombro forçaram a banda a cancelar muitos shows na França e Alemanha em 2006.
Em 1º de Setembro de 2023, a banda anunciou a saída do baterista, junto com o baterista Jonny Quinn.